# Pierre Lemaitre
Pierre Lemaitre (Párizs, 1951. április 19. –) francia író. Pályája első részében thriller szerű bűnügyi regényeket írt, majd mélyebb tartalmú, de az előbbi műfajok elemeivel vegyülő regényeket, valamint mozifilm- tévéfilm- és tévésorozat-forgatókönyveket. Első megjelent könyvétől kezdve közönségsikernek örvend, és a kritika is általában kedvezően értékeli műveit. Számos irodalmi díjjal tüntették ki, köztük a legtekintélyesebb a Goncourt-díj.

## Élete és pályája
Pierre Lemaitre gyermekkorát a Párizs külkerületeinek számító Aubervilliers és Drancy helységekben töltötte. Szülei szerény társadalmi helyzetű irodai alkalmazottak voltak, de sokat olvastak. Gyermeküknek is korán szenvedélye lett az irodalom. Szüleinek baloldali politikai nézeteik voltak, akárcsak később a gyereküknek.
A jövőbeli író pszichológiát tanult, majd felnőttek szakképzésével foglalkozó szervezetet alapított és a kommunikáció, valamint az általános műveltség területén tanított. Például francia, európai és amerikai irodalomról, szövegelemzésről stb. tartott szemináriumokat könyvtárosoknak.
Regényeket is elkezdett írni, de habozott kiadóknak küldeni. Az egyiket 1985-ben írta, de csak 2012-ben jelentette meg Le Serpent majuscule (A nagybetűs kígyó) címmel. Első könyve csak 55 éves korában, 2006-ban jelent meg, miután 22 kiadó visszautasította, majd egyikük meggondolta magát és kiadta. Ez a Travail soigné (Gondos munka) című bűnügyi regény volt, amely még abban az évben elnyerte a Cognaci bűnügyi regény fesztiválja első regénynek járó díját. Több más bűnügyi regény és thriller következett, csaknem mindegyik szintén díjazott.
2013-ban az első nem bűnügyi regénye, Au revoir là-haut elnyerte a Goncourt-díjat.
Pierre Lemaitre rendszeresen írt a Le Magazine littéraire irodalmi folyóiratba 2017-ig. Tagja a (Société des gens le lettres) (Irodalmárok Társasága) érdekvédelmi szövetségnek, amelynek ügyintézője is volt 2011 és 2013 között.
Az író érzékeny a társadalmi problémákra. Önkéntese a Secours populaire français (Francia Népi Segély) szervezetnek. Ugyanakkor támogatja az Observatoire international des prisons (Börtönök Nemzetközi Figyelője) szervezetet, például írással a Passés par la case prison (Börtönön átmentek) című kollektív kötetbe.
Sajtócikkekben Pierre Lemaitre véleményét fejti ki politikai és társadalmi kérdésekben. Például bírálta az Oktatásügyi Minisztérium szerinte hiányos hozzáállását a tanulási zavarokkal küszködő gyerekek kérdésében.
Az író egy ideig Arles közelében, Fontvieille-ben lakott, 2023 óta pedig Périgueux közelében. Másodszor házas, és felesége kéziratainak első olvasója és kritikusa. Hobbija az amatőr maratonfutás. Például a Párizs és Rouen közöttit 2019-ben megnyerte.

## Művei
Pierre Lemaitre főleg regényeket jelentetett meg. Négyük Verhœven rendőrbiztossal főszereplőként thriller jellegű bűnügyi regénysorozatot képez:
- Travail soigné (Gondos munka), 2006;
- Alex, 2012;
- Sacrifices (Áldozatok), 2012;
- Rosy & John, 2014.

Egyéb ugyanilyen jellegű regényei:
- Robe de marié (Vőlegény-ruha), 2008;[14]
- Cadres noirs, 2010;[14][15]
- Le Serpent majuscule (A nagybetűs kígyó), 2012.[16]

2013-tól kezdve Pierre Lemaitre társadalmi és lélektani regényeket írt, amelyek valós eseményekből is ihletettek, de bűnügyi regényekre és thrillerekre jellemző elemekkel is bírnak. Csaknem az összes két sorozathoz tartozik, amelyek cselekménye viszonylag hosszú 20. századi időszakokra terjed ki.
Az első a Les Enfants du désastre (Az összeomlás gyermekei):
- Au revoir là-haut (2013) (magyar kiadásának címe Viszontlátásra odafönt) cselekménye az első világháború utáni zavaros időszakban játszódik, amikor sok névtelen, az állam által elhanyagolt veterán csak tengeti az életét. Két főszereplője volt katona, egyikük szétzúzott arcú művész. Hogy bosszút álljon az annyi halált és szenvedést okozó háború kirobbantásáért, az utóbbi nagy szélhámosságot eszel ki: sok helységtől olyan hősi halottak emlékműveinek felállítására zsebelnek be előleget, amelyeket ő rajzol meg, de amelyek sosem fognak megépülni.[17]
- Couleurs de l'incendie (A tűzvész színei) (2018)[14] a két világháború közötti Franciaország társadalmának képét festi meg, rajta a második világháborút beharangozó jelekkel. Főszereplője az első kötet egyik mellékszereplője, egy nagy vagyont öröklő nő. Környezete kiforgatja örökségéből, és ő lehanyatlik a társadalmi létrán, de okosságának és energiájának köszönhetően sikerül bosszút állnia és felemelkednie hátrányos helyzetéből.[18]
- Miroir de nos peines (Szenvedéseink tükre) (2020) cselekménye az 1940-ben, a háború kezdetén összeomló Franciaországban zajlik. Főszereplője egy fiatal nő, aki az első kötetben egy, a két főhőssel barátkozó kislány volt. Váratlan fordulatokkal tüzdelt eseményeken megy keresztül, amelyek alkalmával mindenféle karakterekre bukkan: gazemberekre, csalókra, de jóakaratú emberekre és hősökre is.[19]

A második sorozat, Les Années glorieuses (A dicsőséges évek) három regényből áll:
- Le Grand Monde (A nagyvilág) (2022)[20] egy kispolgári francia család tagjainak életét követi a második világháború után Bejrútban, Saigonban az indokínai háború alatt és Párizsban. A család már fiatal felnőtt gyermekei eltérő irányokban fejlődnek egy helyreállni kezdő társadalomban.[21]
- Le Silence et la Colère (Csend és düh) (2023) az 1950-es években gazdasági fejlődésnek indult Franciaországban folytatja a család tagjainak váratlan fordulatokkal teli életének történéseit.[22]
- Un avenir radieux (Fényes jövő) (2025) tovább viszi a család tagjainak történetét. Háttere a francia társadalom fejlődésének képe az 1950-es évek végéig.[23]

Nem tartozik sorozathoz a Trois jours et une vie (Három nap és egy élet) (2016) című lélektani regény. Kezdetén gyerek főszereplője véletlenül megöli a pajtását. Tette nem tudódik ki, de ő ennek traumájával él tovább, és az ügy 12 év után kerül újra elő.
Pierre Lemaitre két novellát is írt, amelyek kollektív kötetekben jelentek meg:
- Une initiative (Kezdeményezés), a 13 à table ! (13-an asztal körül!) című kötetben;[25]
- Les Événements de Péronne (A Péronne-i események), a L'Autre siècle (Az előbbi század) című kötetben.[26]

Az írónak egy nem fikciós könyve is megjelent, Dictionnaire amoureux du polar. Ez azon bűnügyi regények és thrillerek szótára, amelyeket a szerző kedvel.

## Adaptációk
Pierre Lemaitre néhány regényéből képregények is készültek. Az egyik szövegét, az Au revoir là-haut címűét ő maga írta.
A többiekét más írók adaptálták:
- Rosie, a Rosy & John nyomán;[29]
- Irène, a Travail soigné nyomán;[30]
- Couleurs de l'incendie;[31]
- Alex;[32]
- a Cadre noirs nyomán:
  - 1. kötet: Avant (Azelőtt)[33]
  - 2. kötet: Pendant (Aközben)[34]

### Közreműködései a moziiparral és a televízióval
Pierre Lemaitre forgatókönyveket is írt mozifilmeknek regényei nyomán:
- Au revoir là-haut (Albert Dupontel(wd) filmrendezővel együtt), 2017;[35]
- Trois jours et une vie (Perrine Margaine-nel együtt), 2019;[36]
- Couleurs de l’incendie, 2022.[37]

Televíziós produkciókban közreműködött az alábbiakkal:
- az Otages (Túszok) című film forgatókönyve (2009);[38]
- a Marion Mazzano sorozat L'Homme aux deux visages (A kétarcú ember) epizódjának dialógusai (2010);[39]
- a Boulevard du Palais sorozat Un marché de dupes (Csaló alku) epizódjának forgatókönyve (2010);[40]
- az Injustices (Igazságtalanságok) sorozat L'Affaire Vauthier (A Vauthier-ügy) epizódjának ötlete (2012);[39]
- a Dérapages (Csúszások) sorozat forgatókönyve a Cadres noirs regénye nyomán (2018).[41]

## Műveinek fogadtatása
Pierre Lemaitre sikeres szerző volt első kiadott regényétől kezdve. Bűnügyi regényeit és thrillereit megítélve Stephen King szerint „valóban kitűnő regényíró”.
Azt vallja, hogy sok olyan írót csodál, mint Honoré de Balzac, Émile Zola, Marcel Proust stb., és hogy tőlük tanult. Egyes kritikusok a két sorozatához tartozó regényeket klasszikus kalandregényekhez és Balzac társadalomábrázolásához hasonlítják.
Nemzetközi sikerét bizonyítja, hogy több-kevesebb regényét kb. harminc nyelvre fordították le, magyarra kettőt.

## Díjai
Az író műveit számos díj tüntette ki. A legjelentősebbek az alábbiak:
- Travail soigné:
  - a Cognaci fesztivál első regénynek járó díja, 2006;
- Alex:
  - a Livre de poche(wd) bűnügyi regények olvasóinak díja, 2012;
- Sacrifices:
  - a brit CWA International Dagger-díj(wd), 2015;
- Robe de marié:
  - a Vienne-i bűnügyi regény fesztiváljának Sang d'encre díja, 2009;
  - a Vienne-i bűnügyi regény fesztiváljának Goutte de Sang d'encre olvasói díja, 2009;
  - a Montigny-lès-Cormeilles-i frankofón bűnügyi regény szalonjának díja, 2009;
- Cadres noirs:
  - a Le Point(wd) hetilap európai bűnügyi regénynek járó díja, 2010;
- Au revoir là-haut:
  - Goncourt-díj, 2013;
  - a nancyi könyvkereskedők és a Le Point újságíróinak díja, 2013;
  - a Lire folyóirat legjobb francia regénynek járó díja, 2013;
  - a France Télévisions regénynek járó díja, 2013;
  - az olasz Elba irodalmi díj(wd), 2014;
  - CWA International Dagger-díj, 2016;
- az Au revoir là-haut című film:
  - a legjobb adaptációnak járó César-díj (Albert Dupontellel együtt), 2018.